# Muzeum Jaroslava Foglara

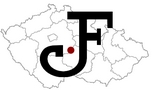
logo muzea Jaroslava Foglara

Muzeum Jaroslava Foglara je muzeum věnované spisovateli Jaroslavu Foglarovi, umístěné v prostorách zámku Ledeč nad Sázavou. Místo bylo zvoleno s ohledem na blízkost řeky Sázavy a Sluneční zátoky, která byla místem prvních Foglarových táborů a předlohou dějiště dobrodružného románu Hoši od Bobří řeky.

## Historie
Muzeum bylo poprvé částečně otevřeno již na začátku roku 2017 k 110. výročí od narození Jaroslava Foglara. V roce 2018 bylo otevřeno v širším rozsahu a i v současné době se stále dotváří.
Jednotlivé místnosti jsou tematicky zaměřené. První místnost je věnována Foglarovým táborům, zejména Sluneční zátoce. Druhá místnost je věnována klubovnám a skautingu. Další místnost má podobu diorámatu věnovaného Stínadlům, Tleskačově dílně a hlavolamu Ježek v kleci. Samostatná místnost je věnována přímo osobě Jaroslava Foglara. Obsahuje mimo jiné Teslevičovy perokresby Jaroslava Foglara z různých období jeho života, vytvořené překreslením dostupných fotografií a uspořádaných od dětství až do stáří. Poslední místnost je věnovaná Foglarovým knihám. Téměř všechny místnosti zdobí velkoformátové i maloformátové tapety Teslevičových kreseb.
Muzeum pomáhá zrealizovat konstruktér Ježků v kleci Radek Micopulos kreslíři Rychlých šípů Milanovi Teslevičovi. 